# Maisons Phénix
Maisons Phénix est une entreprise fondée en 1945, de nos jours marque nationale du groupe Geoxia. Dans les années 1970, la marque qui propose des maisons à bas coût est le symbole de l'accession à la propriété des classes moyennes et du rêve pavillonnaire. Maisons Phénix est devenue l’un des leaders du marché de la construction individuelle (en) en France, avant d'être placée en liquidation judiciaire en 2022.

## Historique
Le bilan de la Seconde Guerre mondiale sur le territoire français est lourd : des villes sont détruites à 70 % comme le Havre, 2 600 000 maisons et immeubles sont détruits ou endommagés. Un ministère de la Reconstruction et de l'Urbanisme est créé en octobre 1944 par le Gouvernement provisoire de la République française (GPRF) du général de Gaulle. Ce dernier, ayant vu à Londres des nouveaux industriels qu'on appelle les home builders (en),  construire des maisons individuelles en recourant à des éléments préfabriqués en grande série en usine, a l'idée d'y envoyer des normaliens pour qu'ils adaptent ce procédé au marché français. C'est ainsi qu'André Pux et Roger Boutteville, de retour d'Angleterre, ont l'idée de créer en juillet 1945 Maison Phénix qui n'est encore qu'un bureau d'études. D'emblée, Boutteville et Pux définissent l'originalité de Phénix en trois formules : industrialisation pour réduire les coûts, livraison d'un produit fini (pavillon à charpente métallique) et rayonnement commercial d'abord vers les grandes administrations (directement liées à la reconstruction, elles sont les seules qui ont les moyens financiers suffisants, ce qui explique qu'elle soit au premier rang pour répondre aux commandes de l’État de construction de « logements économiques de première nécessité »  suscitées par l'appel de l'abbé Pierre en 1954) puis vers le secteur privé (prospection des familles modestes qui aspirent à accéder à la propriété),. 
D'une centaine de maisons construites dans les années 1950, Maisons Phénix en construit 20 000 en 1979. Symbole de l'accession à la propriété des classes moyennes et du rêve pavillonnaire, la société construit chaque année, entre 1975 et 1981, plus de 10 000 maisons. Leader des Trente Glorieuses de la maison individuelle, avec 10 % des constructions réalisées au début des années 1980 (Maisons Phénix a alors construit  120 000 maisons qui logent 500 000 personnes). 
Dans les années 1980-1990, Maisons Phénix est soumise à la concurrence (société Maisons Bouygues fondée en 1979, groupe des Architectes bâtisseurs fondé en 1981) qui conquiert une clientèle plus jeune, plus mobile (d'où son désir de revendre à terme non plus une maison en préfabriqué qui perd de sa valeur avec le temps, mais une maison en moellons qui vieillit mieux). Elle diversifie ses modèles et les options autour des mêmes châssis. En 60 ans, l'entreprise conçoit 4 000 modèles différents, dont les ventes cumulées s'élèvent à 240 000 exemplaires.
En 1989, la Générale des eaux, actionnaire de Phénix, place à sa tête Jean-Marc Oury. L'entreprise sort d'une période difficile, ayant perdu 155 millions de francs en 1987. Oury veut développer les ventes à l'étranger et diversifier la société. Il entreprend le rachat des résidences de loisirs H-France, de la société d'aménagement Foncier Conseil et du promoteur immobilier Progemo afin de fonder l'année suivante la Compagnie immobilière Phénix (CIP). En 1991, son chiffre d'affaires s'élève à 3,3 milliards de francs et son bénéfice à 275 millions.
La CIP acquiert ses concurrents Bruno Petit et Groupe maison familiale. L'Immobilière Phénix investit également dans l'hôtellerie en rachetant les chaînes Cidotel et Libertel, ainsi que des hôtels de luxe, dont vingt-huit situés à Paris. Christian Louis-Victor, qui préside la CCIP (Compagnie de construction internationale Phénix), est chargé par Oury de développer les ventes à l'international, notamment dans les pays de l'est. En 1993, après cette série de rachats, l'Immobilière Phénix est endettée à hauteur de 6 milliards de francs.
En 1994, alors que la CIP enregistre un déficit de 2,3 milliards de francs sur l'année, Oury est écarté par Jean-Marie Messier, nouveau directeur général de la Générale des eaux,.
À la fin des années 1990, la CGIS, filiale immobilière de Vivendi (nouvelle dénomination de la Générale des eaux), réorganise son pôle maisons individuelles et fonde Maisons Individuelles SA (MI SA). Les 32 marques rachetées par la Générale des eaux durant les années 1990 sont regroupées sous trois marques nationales, Maisons Phénix, Maison Familiale et Catherine Mamet, et sept régionales.
Son chiffre d'affaires pour l'année 1997 est de 1,5 milliard de francs. L'entreprise, qui a vendu 200 000 pavillons en 50 ans d'activité en France, élargit son offre et créé Phénix Évolution, qui propose des travaux de rénovation à ses clients. Cette activité réalise un CA de 120 millions en 1997. Phénix a conclu des joint-ventures avec des groupes étrangers et vend environ un millier de pavillons par an à l'étranger, principalement aux Philippines et en Thaïlande. En 1997, Phénix réalise un CA de 100 millions à l'étranger, pour un résultat de 7 millions.
En 1999, Maisons Phénix et les autres marques du pôle maisons individuelles sont cédées par la CGIS. Dans le cadre d'un management buy-out (MBO), les dirigeants de Maisons Individuelles SA rachètent leur entreprise, qui devient indépendante.
En juin 2005, Maisons Individuelles SA devient Geoxia,. À l'issue d'un nouveau MBO, l'entreprise présidée par Roland Germain est contrôlée à 80 % par ses cadres, alors que la banque d'investissement Natixis détient les 20 % restants du capital. En 2009, le fonds d'investissement LBO France fait l'acquisition de Geoxia.
En 2005, Maisons Phénix fait appel à Jacques Ferrier pour concevoir une nouvelle génération de maisons. L'architecte conçoit un prototype, la Phénix Concept House, présenté à Meaux,. Il est commercialisé l'année suivante. En 2006, Geoxia propose une maison dite « basse consommation » certifiée NF. La « bonne maison », fabriquée selon le procédé Maisons Phénix, comprend une structure en acier et des dalles béton fibrées de bois.
Aux prises avec des difficultés économiques et financières depuis la fin des années 2000, le constructeur Geoxia (propriétaire des marques Maisons Phénix, Maison Familiale créée en 1949, Maison Castor en 1983, Maison Briot, Phénix Évolution et Évolutiv'Habitat) ne vend plus que 2 000 maisons par an. Geoxia est placé en redressement judiciaire le 24 mai 2022. Le 28 juin, 14 des 17 sociétés de Geoxia sont placées en liquidation judiciaire par le tribunal de commerce de Nanterre. « La hausse des prix de l’immobilier et l’assèchement des aides à l’accession à la propriété, qui ont éloigné les ménages modestes de l’achat immobilier, l’ont privé de son cœur de cible. Et le groupe n’est pas parvenu à monter en gamme à temps. La crise sanitaire, puis la guerre en Ukraine, ainsi que la flambée des prix des matériaux et de l’énergie qui les ont accompagnées, lui ont porté le coup de grâce ».

## Phenix vu par Bourdieu
Dans les années 1980, alors que la marque est omniprésente dans la publicité, et qu'elle est synonyme de maisons à bas coûts destinées à un public populaire, elle sert de sujet d'étude à Pierre Bourdieu, qui analyse l'origine sociale des vendeurs, eux aussi issus de milieux populaires. Bourdieu explique le succès de la marque non pas uniquement comme un simple mécanisme d'ajustement de l'offre et de la demande tel que défini par la théorie de la rationalité des marchés, mais aussi par le recours à des données sur les structures sociales, telles que la convergence de l'habitus.